# Women'secret
Women'secret es una firma española especializada en lencería femenina y masculina, corsetería femenina, pijamas hombre y mujer , ropa de estar por casa femenina y masculina, complementos, perfumes y otros productos, perteneciente al grupo textil TENDAM.
La marca, fundada en 1993, inició hace una década su expansión internacional y cuenta ya con establecimientos en 61 países. Lencería, trajes de baño, ropa informal, fragancias o accesorios son algunos de los productos de la firma, que ha cuenta entre sus líneas de negocio con colecciones especiales de maternidad, corsetería nupcial o ropa interior masculina.

## Expansión internacional
A día de hoy,[actualizar] Women’secret cuenta con 652 tiendas en 70 países.

## Tiendas
Número de tiendas de Women'secret en cada país, a fecha de 31 de agosto de 2015:
| - España: 271 tiendas - Portugal: 45 tiendas - Rusia: 44 tiendas - México: 42 tiendas - Bélgica: 15 tiendas - Corea del Sur: 13 tiendas - Emiratos Árabes Unidos: 11 tiendas - Hungría: 9 tiendas - Colombia: 7 tiendas - Venezuela: 7 tiendas - Costa Rica: 6 tiendas - Grecia: 4 tiendas - República Dominicana: 2 tiendas - Países Bajos: 2 tiendas - Bolivia: 2 tiendas - Francia: 3 tiendas - Luxemburgo: 1 tienda - Chile: 7 tiendas - Palestina: 1 tienda - Uzbekistán: 1 tienda |

## Tienda en línea
La marca lanzó su tienda en línea en 2000.